# Murasaki Shikibu
Murasaki Shikibu (japonès: 紫 式部, que significa «senyora Murasaki») va ser una escriptora japonesa. Com a autora d'un diari i de la novel·la Genji Monogatari va ser pionera de la literatura japonesa i la novel·la com a fenomen.
Murasaki Shikibu és un nom descriptiu, i es desconeix el seu nom personal, però es creu que seria Fujiwara no Kaoriko (japonès: 藤原 香子), esmentada l'any 1007 als diaris de la cort imperial com a dama de companyia.

## Biografia i autoria
Va néixer a la meitat del període Heian com a filla del modest lletrat i literat Fujiwara no Tametoki, pertanyent a una família de funcionaris lletrats de la mitjana noblesa, encara que llunyanament emparentada amb la poderosa família Fujiwara.

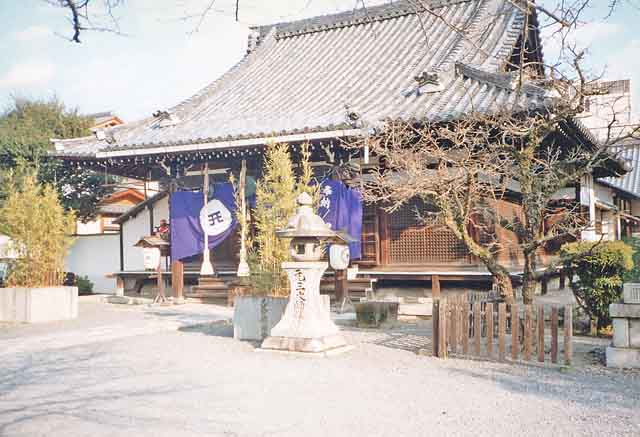
Rozanji, temple budista a Kyoto associat amb Murasaki Shikibu

Son pare li va donar una excel·lent educació, i la xiqueta va destacar per la seva intel·ligència, assimilant llibres que fins i tot els joves trobaven difícils. La seva infància, emperò, no va ser gaire feliç, perquè la seva mare va morir poc després del seu naixement, així com la seva germana més gran, de qui ella depenia. Poc després, es va casar amb un noble de semblant classe social, Fujiwara no Nobutaka, que moriria també deixant-li una filla. En aquest penós context, va crear la seva novel·la El relat de Genji, de caràcter realista. L'obra li va guanyar no poca popularitat, per la qual cosa el primer ministre Fujiwara no Michinaga la va agregar a la cort de l'emperadriu Akiko com a dama de companyia fins a l'any 1013. L'any següent, va morir i la seva tomba es conserva en l'antiga capital Kyoto, escenari dels recorreguts dels seus personatges.
És autora d'un diari (Murasaki Shikibu Nikki) i del Genji monogatari ('El relat de Genji'), la novel·la psicològica més antiga de la literatura universal i la més important de la literatura japonesa clàssica. L'autora va viure l'esplendor de la família Fujiwara en el poder i la decadència de l'era Heian, i de forma preexistencialista va advertir el buit i falsedat de la societat aristocràtica del seu temps, la mateixa que alimentava el patiment de les dones de la seva època. La seva notable capacitat d'observació la va fer reflectir amb realisme totes les emocions pròpies de l'ésser humà en un intent per redimir l'ànima femenina atrapada en les tradicions masclistes i patriarcals de l'època Heian.
Genji monogatari és una extensíssima narració que refereix la vida i aventures amoroses del fictici príncep Hikaru Genji ('príncep brillant') i les dels seus descendents al llarg de 54 capítols que ocupen un total de 4.200 pàgines. Els primers 41 comencen amb els amors entre l'emperador Kiritsubo i una dama d'inferior rang en la seva cort, dels quals naix el protagonista, Genji. Aquest manté una il·lícita aventura amb la seva madrastra, la dama Fujitsubo, que conclou en morir Murasaki, la dona que més ha significat en la seva vida; junt amb això, es desenvolupa paral·lelament l'ascens social de Genji en la cort i la seva caiguda en desgràcia, seguida del seu exili i retorn. Els 13 capítols restants (tres capítols transitoris i els denominats 10 capítols Uji) conten la història dels descendents de Genji: el seu fill Kaoru i el seu net, el príncep Niou. Els amors i rivalitats d'aquests personatges continuaran la saga de Genji sense aconseguir la brillantor anterior. No obstant això, aquest relat està viat de tota mena de narracions episòdiques que converteixen l'obra en un vast fresc de la societat de la seva època.
De la novel·la, s'extreu una malenconia existencial motivada pel contrast entre el refinament aristocràtic i les belleses de la natura, i els patiments i misèries originades i imposades als sentiments dels personatges femenins, víctimes d'una societat poligàmica. El sentiment d'efimeritat que confereix a la narració la filosofia budista que s'accentua cap al final de l'obra contribueix a aquesta sensació. La novel·la està farcida de petits poemes (acostumen a tenir-ne quatre versos), sovint són la part més important dels diàlegs dels personatges, que se'ls envien per escrit o se'ls reciten en els moments més emotius.

## Llegat
La reputació i la influència de Murasaki no han disminuït des de la seva vida, quan ella, juntament amb altres escriptores de Heian, va ser fonamental per convertir el japonès en una llengua escrita. La seva escriptura va ser una lectura obligatòria per als poetes de la cort ja al segle XII, ja que la seva obra va començar a ser estudiada per estudiosos que van generar versions i crítiques autoritzades. Al cap d'un segle de la seva mort va ser molt considerada com una escriptora clàssica. Al segle xvii, l'obra de Murasaki es va convertir en emblemàtica de la filosofia confuciana i les dones es van animar a llegir els seus llibres. El 1673, Kumazawa Banzan va argumentar que la seva escriptura era valuosa per la seva sensibilitat i representació de les emocions. Va escriure al seu Comentari discursiu sobre Genji que quan «no s'entenen els sentiments humans, es perd l'harmonia de les Cinc Relacions Humanes».
El conte de Genji va ser copiat i il·lustrat de diverses formes ja un segle després de la mort de Murasaki. El Genji Monogatari Emaki, és un rotllo de mà del segle XII de finals de l'època Heian, que consta de quatre rotlles, 19 pintures i 20 fulls de cal·ligrafia. Les il·lustracions, datades definitivament entre 1110 i 1120, s'han atribuït provisionalment a Fujiwara no Takachika i la cal·ligrafia a uns quants cal·lígrafs contemporanis coneguts. El rotllo es troba al Museu Gotoh i al Museu d'Art Tokugawa.
La virtut femenina va estar lligada al coneixement literari al segle xvii, i va provocar una demanda d'artefactes inspirats en Murasaki o Genji, coneguts com a genji-e. Els conjunts de dot decorats amb escenes de Genji o il·lustracions de Murasaki es van fer especialment populars per a les dones nobles: al segle xvii genji-e va imbuir simbòlicament a una núvia amb un nivell més alt d'estatus cultural; al segle xviii havien arribat a simbolitzar l'èxit matrimonial. El 1628, la filla de Tokugawa Iemitsu va fer fer un joc de caixes de laca per al seu casament; El príncep Toshitada va rebre un parell de pantalles genji-e de seda, pintades per Kanō Tannyū com a regal de noces el 1649.
Murasaki es va convertir en un tema popular de pintures i il·lustracions destacant-la com una dona virtuosa i poeta. Sovint es mostra al seu escriptori al temple d'Ishiyama, mirant la Lluna per inspirar-se. Tosa Mitsuoki la va convertir en el tema dels rotlles penjats al segle xvii. El conte de Genji es va convertir en un tema favorit dels artistes ukiyo-e japonesos durant segles amb artistes com Hiroshige, Kiyonaga i Utamaro il·lustrant diverses edicions de la novel·la. Mentre que els primers arts Genji es consideraven un símbol de la cultura de la cort, a mitjans del període Edo les impressions ukiyo-e produïdes en massa feien que les il·lustracions fossin accessibles per a les classes de samurais i plebeus.
A Envisioning the Tale of Genji, Shirane observa que «The Tale of Genji s'ha convertit en moltes coses per a molts públics diferents a través de molts mitjans diferents durant mil anys... incomparable per cap altre text o artefacte japonès». L'obra i el seu autor es van popularitzar a través de les seves il·lustracions en diversos mitjans: emaki (rodillos de mà il·lustrats); byōbu-e (pintures de pantalla), ukiyo-e (gravats en xilografia). pel·lícules, còmics i en l'època moderna, manga. En el seu relat de ficció sobre la vida de Murasaki, The Tale of Murasaki: A Novel, Liza Dalby té Murasaki involucrada en un romanç durant els seus viatges amb el seu pare a la província d'Echizen.

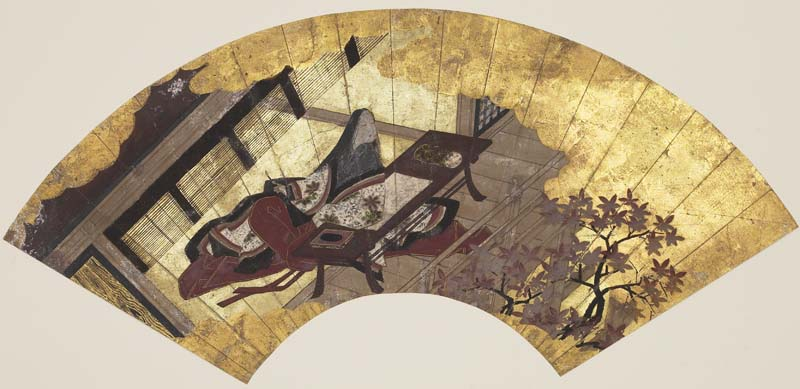
Ventilador de tinta i paper daurat del que mostra l'escriptura de Murasaki

El conte del Genji és reconegut com un clàssic perdurable. McCullough escriu que Murasaki « és alhora el representant per excel·lència d'una societat única i un escriptor que parla de les preocupacions humanes universals amb una veu atemporal. El Japó no ha vist un altre geni com aquest». Keene escriu que The Tale of Genji continua captivant, perquè, a la història, els seus personatges i les seves preocupacions són universals. Quan la traducció de Waley (The Tale of Genji: A Novel in Six Parts) es va publicar el 1933, els crítics van comparar Genji amb Austen, Proust i Shakespeare. Mulhern diu de Murasaki que és semblant a Shakespeare, que va representar la seva Anglaterra isabelina, ja que va capturar l'essència de la cort de Heian i com a novel·lista «potser fins i tot va tenir èxit més enllà de les seves pròpies expectatives». Com Shakespeare, la seva obra ha estat objecte de nombroses crítiques i molts llibres.

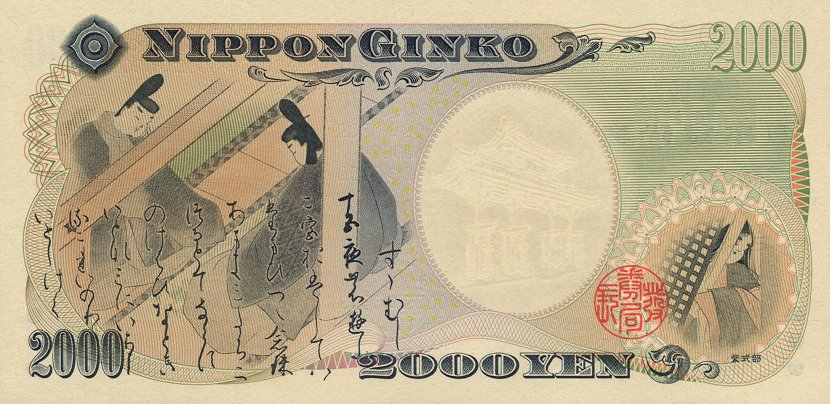
El disseny del bitllet de 2000 iens es va crear en honor de Murasaki.

Kyoto va celebrar una celebració durant un any per commemorar el 1000è aniversari de Genji el 2008, amb concursos de poesia, visites al Museu Tale of Genji d’Uji i Ishiyama-dera (on es va mostrar una interpretació a mida real de Murasaki al seu escriptori) i dones vestir-se amb jūnihitoe tradicional Heian de 12 capes i perruques fins als turmells. L'autora i el seu treball van inspirar exposicions de museus i spin-off del manga Genji. El disseny del revers del primer bitllet de 2000 iens la commemorava a ella i The Tale of Genji. Una planta que porta baies morades porta el seu nom.
A la Universitat Harvard es troba un àlbum Genji, només als anys 70 datat el 1510. L'àlbum es considera el més antic del seu tipus i consta de 54 pintures de Tosa Mitsunobu i 54 fulls de cal·ligrafia sobre paper shikishi en cinc colors, escrits per mestres cal·lígrafs. Les fulles es troben en un estoig datat al període Edo, amb un frontispici de seda pintat per Tosa Mitsuoki, datat cap a l'any 1690. L'àlbum conté les fitxes d'autenticació de Mitsuoki per a les pintures del segle xvi del seu avantpassat.

### Galeria
- A Conte de Genji, Murasaki va descriure la vida de la cort, tal com es mostra en aquesta escena exterior titulada "Royal Outing", a finals del segle XVI per l'Escola Tosa.
- Hiroshige ukiyo-e (1852) mostra una escena de la cort interior de El conte de Genji.
- En aquesta xilografia de 1795, Murasaki es mostra en discussió amb cinc poetes masculins de la cort..
- Murasaki Shikibu component The Tale of Genji, de Yashima Gakutei (1786–1868).